# 청주 비중리 석조광배
비중리 석조광배는 충청북도 청주시 청원구에 있다. 2019년 9월 6일 청주시의 향토유적 제110호로 지정되었다.

## 지정 사유
기존 향토유형유적 제110호 비중리 석조여래입상이 보물로 승격 지정(2017.6.23.)됨에 따라 같은 위치에 있는 석조광배로 변경지정한다.
앞에 부처 없이 광배만으로도 고대 조각문화의 우수성을 알 수 있는 작품이다.
고대 불교문화를 이해하는데 매우 중요한 문화유산으로 보존이 반드시 필요하다.

## 같이 보기
- 청주 비중리 석조여래삼존상 및 석조여래입상 - 보물 제1941호